# 6351 Neumann
A 6351 Neumann (ideiglenes jelöléssel 4277 T-1) egy kisbolygó a Naprendszerben. Cornelis Johannes van Houten,  Ingrid van Houten-Groeneveld és Tom Gehrels fedezte fel 1971. március 26-án.